# كيفن غليندون
كيفن غليندون (بالإنجليزية: Kevin Glendon)‏ هو لاعب كرة قدم بريطاني في مركز الوسط، ولد في 21 يونيو 1961 في مانشستر في المملكة المتحدة. لعب مع ماكليسفيلد تاون ومانشستر سيتي ونادي بيرنلي ونادي كرو ألكساندرا ونادي هايد إف سي ونادي ويتون ألبيون ونورثويتش فيكتوريا.